# Fiona Mangan
Fiona Mangan (* 16. Mai 1996) ist eine irische Radrennfahrerin.

## Sportlicher Werdegang
Mangan stammt aus Limerick und spielte in ihrer Jugend zunächst Gaelic Football. Als sie im US-amerikanischen Atlanta ein Studium der Medizintechnik aufnahm, wechselte sie zum Triathlon. Auf den Radsport konzentrierte sie sich erst, als er während der Corona-Pandemie wegen geschlossener Schwimmbäder und einer Laufverletzung der einzige Sport war, der ihr noch blieb. Im Oktober 2020 nahm sie erstmals an den irischen Meisterschaften im Straßenrennen teil und erzielte mit dem 10. Platz ein ermutigendes Resultat.
2021 nutzte Mangan die coronabedingte Telearbeit, um sich vorübergehend in Spanien niederzulassen und dort Straßenrennen zu fahren. Zurück in Irland gewann sie die nationale Straßenrennserie. 2022 entschloss sie sich zur Teilzeitarbeit, zog nach Belgien und fuhr für das belgisch-irische Team IBCT, für die sie ein Rennen des belgischen Kalenders in Vrasene gewann. Bei den irischen Meisterschaften erreichte sie mit dem dritten Platz das Podium. Als IBCT Ende des Jahres den Betrieb einstellte, wechselte sie zum spanischen Soltec Team, für die sie mit der Vuelta Femenina und der Itzulia Women ihre ersten WorldTour-Etappenrennen fuhr. Mitte des Jahres wechselte sie zum US-amerikanischen Team Cynisca Cycling, bei den Europameisterschaften 2023 kam sie zu ihrem ersten Einsatz im Nationalteam als Ersatz für Megan Armitage.
Anfang 2024 war Mangan bei der Clásica de Almería erstmals unter den ersten Zehn bei einem internationalen UCI-Rennen. Im Juni des Jahres wurde sie doppelte Landesmeisterin im Einzelzeitfahren und im Straßenrennen; im September vertrat sie Irland bei den Straßenradsport-Weltmeisterschaften 2024.

## Erfolge
2024
 Irische Meisterin – Straßenrennen, Einzelzeitfahren
2025
- eine Etappe Portugal-Rundfahrt